# Chronijck der Stadt Antwerpen
De Chronijck der Stadt Antwerpen is een kroniek over Antwerpen, omstreeks 1700 gecompileerd door Geeraard Bertrijn (1648-1722). Deze notaris pende veel oudere stukken over en voegde er een eigen deel aan toe. De zes onderdelen zijn:
1. Kroniek van 1041 tot 1476
2. Register van het Antwerpse cellebroedersklooster van 1341 tot 1630
3. Kroniek tot 1553
4. Kroniek van 1477 tot 1566 (vervolg van 1° en opgesteld in 1666)
5. Kroniek van 1566 tot 1577 (ontleend aan een geschrift dat ook gebruikt is door de opsteller van het Antwerpsch Chronykje)
6. Kroniek over Brussel van 1714 tot 1717 (geschreven door Bertrijn)

Het vierde en vijfde deel zijn veruit het omvangrijkst en bevatten droge informatie over de godsdiensttroebelen in Antwerpen.

## Uitgave
- Gustave van Havre (ed.), Chronijck der Stadt Antwerpen, toegeschreven aan den notaris Geeraard Bertrijn, Antwerpen, P. Kockx, 1879 ― Google Books